# Zr.Ms. Urania (2004)
De Zr. Ms. Urania is een opleidingszeilschip van het Nederlandse Koninklijk Instituut voor de Marine (KIM). Het schip wordt door adelborsten gebruikt voor het verwerven van een groot deel van hun nautische kennis. De Urania is een van twee schepen die hiervoor worden gebruikt. Het andere schip is Van Kinsbergen.

## Geschiedenis
Sinds 1830 beschikt de Koninklijke Marine over een opleidingszeilschip met de naam Urania. In de Griekse mythologie is Urania de godin van de astronomie. Het wapenschild toont dit door een opengewerkte hemelsfeer omgeven door de tekens van de dierenriem. De slagzin "Caveo non Timeo" betekent "Waakzaam doch niet Bevreesd".
Deze Urania is het zesde schip met deze naam, net zoals haar voorganger is dit weer een topgetuigde kits.
Dit schip is een kopie van de vorige Urania nadat deze in 2001 in een storm lek geslagen was en een nieuwe romp gebouwd werd. 
In een poging zoveel mogelijk van de oude Urania over te nemen, zodat het project de naam 'renovatie' kon houden, werd veel beslag overgenomen, waaronder de spiegel en het stuurwiel. De spiegel is later toch weer verwijderd.
De romp voor de Urania is gebouwd door De Gier & Bezaan Int. te Enkhuizen. Het Marinebedrijf heeft het schip zelf afgebouwd.
De herbouw is aangegrepen om een en ander te verbeteren, waaronder de kooien: deze zijn verlengd van 1,80m naar 2,10m.